# لی هونگشیا
لی هونگشیا (انگلیسی: Li Hongxia؛ زادهٔ ۱۰ سپتامبر ۱۹۸۶) ورزشکار هاکی روی چمن اهل چین است.
وی در مسابقات کشوری و بین‌المللی در مجموع برندهٔ ۲ مدال طلا، ۲ مدال نقره شده است.